# 八代じゅん
八代 じゅん（やしろ じゅん、1982年8月30日 - ）は、京都府福知山市出身のタレント。所属事務所はイエローキャブウエスト。主に関西で活動していた。

## 来歴・人物
趣味は銭湯めぐり、ラグビー観戦。特技はエレクトーン。
2008年3月24日付けの本人運営のブログにて「4月から所属事務所を移籍する」と発表し、アキヤマオフィスに移った。その後2009年7月19日付けの本人運営のブログにて「4月に所属していたアキヤマオフィスを卒業させていただき、芸能活動も年内の2009年いっぱいで引退させていただくことになりました」と引退を発表した。

## 主な活動

### テレビ番組
- おはよう朝日です（朝日放送・レポーター2006.4から）…2008年3月24日放送にて卒業
- イエローナイトフィーバー（びわ湖放送・土曜・レギュラー2005から）
- 美しくなりま専科 (U-NET・出演中・2005.4から）
- @あっと!テレわか (テレビ和歌山・金曜日)
- ビーバップ!ハイヒール（朝日放送・VTR出演、スタジオ出演等）
- FNS2008年クイズ!!（フジテレビ・2008年12月31日）…アシスタント[1]

### DVD
- 2004年8月 DVD第1弾『純25度 レモン』(共生出版)
- 2004年11月 DVD第2弾『幻覚』(Astraia Broadcast Japan)
- 2005年 DVD第3弾 DVDマガジン『パチスロ女学園』

### CM
- NTT DoCoMo